# Walter Brennan
Walter Andrew Brennan (Lynn (Massachusetts), 25 juli 1894 – Oxnard, Californië, 21 september 1974) was een Amerikaans acteur.

## Loopbaan
Al gedurende zijn schooltijd was Walter geïnteresseerd in acteren en speelde hij in diverse schooluitvoeringen. Na zijn schooltijd had hij verschillende baantjes om vervolgens in 1917 het leger in te gaan. Na zijn ervaringen in de Eerste Wereldoorlog, zwierf hij na zijn afzwaaien de wereld rond. Uiteindelijk vestigde hij zich in Los Angeles, waar hij een fortuin verwierf in de onroerendgoedmarkt.
Na de beurskrach van 1929 verloor hij bijna al zijn geld en rolde hij de filmwereld in. Eerst als figurant en stuntman, later steeds meer als acteur. Geleidelijk aan kreeg hij steeds meer tekst en uiteindelijk kreeg hij erkenning voor zijn werk met een Oscar voor beste mannelijke bijrol voor zijn rol in Come and Get It uit 1936. Deze prijs kreeg nog twee vervolgen: in 1939 voor Kentucky en in 1941 voor The Westerner. In 1942 volgde nog een Oscarnominatie voor zijn rol in Sergeant York. Hij was een veelzijdig acteur, die in staat was tot het spelen van uiteenlopende karakters. Van een geslaagd zakenman en militair tot taxichauffeur en cowboy. Ook speelde hij heel wat karakters die veel ouder zijn dan zijn eigen leeftijd.
Hoewel hij na zijn laatste Oscarnominatie geen grote prijzen meer heeft ontvangen, is hij wel steeds als acteur aan het werk gebleven. Vanaf het begin van de jaren 50 was hij ook steeds vaker in televisieseries te zien. Zijn opvallendste rol is die van grootvader Amos McCoy gedurende 223 afleveringen in de serie The Real McCoys (1957-1963).
Brennan overleed op 21 september 1974, op 80-jarige leeftijd, aan een ernstige longaandoening.

## Trivia
- Hij is samen met Jack Nicholson, Meryl Streep en Daniel Day-Lewis de enige acteur die drie Oscars heeft gewonnen. Opgemerkt moet worden dat Nicholson twee van de drie prijzen kreeg voor Beste Mannelijke Hoofdrol, de derde was voor Best Supporting Actor. Hetzelfde geldt voor Streep, terwijl Lewis ze alle drie kreeg voor Beste Mannelijke Hoofdrol. Brennan ontving de prijs alle keren voor beste mannelijke bijrol.
- Brennan trouwde met Ruth Wells (8-12-1897 - 12-01-1997) in 1920.
- Samen hadden ze drie kinderen: een dochter (Ruth Brennan) en twee zonen ( Arthur Wells 'Mike' Brennan en Andy Brennan).
- Ook als zanger was hij succesvol: Brennan had een hit in 1962 met Old Rivers.

## Gedeeltelijke filmografie
| - Lorraine of the Lions (1925) (niet genoemd) - Blake of Scotland Yard (1927) (niet genoemd) - One Hysterical Night (1929) - King of Jazz (1930) - Scratch-As-Catch-Can (1931) - Texas Cyclone (1932) - Law and Order (1932) - Two-Fisted Law (1932) - The Invisible Man (1933) (niet genoemd) - Woman Haters (1934) (niet genoemd) - Restless Knights (1935) (niet genoemd) - Party Wire (1935) (niet genoemd) - Bride of Frankenstein (1935) (niet genoemd) - Man on the Flying Trapeze (1935) - Barbary Coast (1935) - Metropolitan (1935) - Three Godfathers (1936) - These Three (1936) - The Moon's Our Home (1936) - Fury (1936) - Come and Get It (1936) - The Buccaneer (1938) - The Adventures of Tom Sawyer (1938) - The Cowboy and the Lady (1938) - Kentucky (1938) - The Story of Vernon and Irene Castle (1939) - Stanley and Livingstone (1939) - Northwest Passage (1940) - The Westerner (1940) - Meet John Doe (1941) - Sergeant York (1941) - Swamp Water (1941) - The Pride of the Yankees (1942) | - Stand by for Action (1942) - Slightly Dangerous (1943) - Hangmen Also Die! (1943) - The North Star (1943) - To Have and Have Not (1944) - The Princess and the Pirate (1944) - Dakota (1945) - A Stolen Life (1946) - Centennial Summer (1946) - Nobody Lives Forever (1946) - My Darling Clementine (1946) - Scudda Hoo! Scudda Hay! (1948) - Red River (1948) - Blood on the Moon (1948) - Task Force (1949) - A Ticket to Tomahawk (1950) - Along the Great Divide (1951) - Lure of the Wilderness (1952) - The Far Country (1954) - Drums Across the River (1954) - Bad Day at Black Rock (1955) - Come Next Spring (1956) - Good-bye, My Lady (1956) - The Proud Ones (1956) - Tammy and the Bachelor (1957) - Rio Bravo (1959) - How the West Was Won (1962) - The Gnome-Mobile (1967) - Who's Minding the Mint? (1967) - Support Your Local Sheriff! (1969) - The Over-the-Hill Gang (1969) - The Over-the-Hill Gang Rides Again (1970) - Smoke in the Wind (1975), laatste film |